# Erich Preiser
Erich Preiser (* 29. August 1900 in Gera; † 16. August 1967 in München) war ein deutscher Ökonom des 20. Jahrhunderts.

## Leben

### Frankfurt am Main
Er besuchte das Goethe-Gymnasium in Frankfurt am Main, damals ein Reformgymnasium mit eigenem Frankfurter Lehrplan. Im Jahre 1918 musste er nach dem Abitur noch einige Monate Wehrdienst leisten, bevor er sein Studium der Geschichte und Klassischen Philologie an der Universität Frankfurt am Main aufnehmen konnte. Seit dem Sommersemester 1919 war er Mitglied bei der Alten Straßburger Burschenschaft Germania. Beeindruckt von der Persönlichkeit Franz Oppenheimers wechselte er jedoch im Jahre 1920 seine Studienfächer und  wählte Nationalökonomie und Soziologie. Im Jahre 1923 wurde er mit der Dissertation Die Marxsche Krisentheorie und ihre Weiterbildung. Darstellung und Kritik, die er bei Oppenheimer verfasst hatte, summa cum laude promoviert; danach arbeitete er bei seinem Lehrer als Seminarassistent. In dieser Zeit hatte er als kompetenten Gesprächspartner den mit ihm befreundeten Konjunkturforscher Eugen Altschul. Im Jahr 1928 reichte er seine Habilitationsschrift Die Expansion des modernen Industriestaats ein, die von Oppenheimer äußerst positiv beurteilt wurde. Da es jedoch von anderer Seite scharfe Kritik gab, zog Preiser sein Habilitationsgesuch zurück.

### Tübingen, Stuttgart, Rostock
Bereits im Jahre 1930 konnte er sich mit einer anderen Habilitationsschrift zum Thema Die Stellung der Privatwirtschaftslehre im System der Oekonomik an der Universität Tübingen bei Wilhelm Rieger für Privatwirtschaftslehre habilitieren. Intensive Diskussionen hatte er in Tübingen mit seinem Freunde Hans Peter, besonders über Probleme des Wirtschaftskreislaufs. Aufgrund seines Buches Grundzüge der Konjunkturtheorie wurde seine venia legendi im Jahre 1933 auf Volkswirtschaftslehre erweitert. In Tübingen widmete er sich auch Untersuchungen zur Wirtschaftsstruktur, wie sie bereits sein Lehrer Oppenheimer angeregt hatte. Als Ergebnis erschien 1937 sein Buch Die württembergische Wirtschaft als Vorbild.
Nach längeren Vertretungstätigkeiten an der Technischen Hochschule Stuttgart und an der Universität Rostock wurde er dort im Jahre 1937 zum Extraordinarius ernannt, im folgenden Jahr zum Ordinarius. Im Jahre 1939 wurde er zum Wehrdienst eingezogen, um am Überfall auf Polen teilzunehmen. Zu dieser Zeit nahm er einen Ruf an die Universität Jena an.
Erich Preiser trat 1934 in die SA ein, am 5. Juni 1937 beantragte er die Aufnahme in die NSDAP und wurde rückwirkend zum 1. Mai desselben Jahres aufgenommen (Mitgliedsnummer 5.038.793).

### Jena
Während seiner Jenaer Zeit arbeitete er vor allem an Problemen der Wirtschaftsordnung und wirkte – zusammen mit dem in Jena lebenden Franz Böhm – an den Arbeitssitzungen des dritten Freiburger Kreises, der Arbeitsgemeinschaft Erwin von Beckerath, mit; dort waren ihm außer Böhm vor allem Walter Eucken und Adolf Lampe wichtige, freundschaftliche Diskussionspartner. Im  Jahre 1942 wurde er wieder einberufen und an der Ostfront bei Rshew eingesetzt, dann aber nach Lazarettaufenthalt wieder entlassen. In Jena übernahm er im Jahre 1943 auch die Aufgabe, die Jahrbücher für Nationalökonomie und Statistik zusammen mit Friedrich Lütge herauszugeben.
Zusammen mit Erich Gutenberg und Friedrich Zucker gehörte er zum Gesprächskreis von Ricarda Huch. Auch mit der Neubauer-Poser-Gruppe gab es Kontakte.
Am 5./6. Juli 1945 nahm er mit dem geschäftsführenden Rektor der Universität Jena, Friedrich Zucker, den Professoren  Erich Gutenberg und Jussuf Ibrahim sowie dem Anglisten Gustav Kirchner an einer Besprechung teil, die im Hotel „Ölmühle“ in Jena zur Vorbereitung der Wiedereröffnung der Universität von Walter Ulbricht und einer Inspektionsgruppe der SMAD unter Leitung der deutschlandpolitischen Experten des sowjetischen Außenministeriums Andrei Smirnow und Wladimir Semjonow abgehalten wurde. Am 15. Oktober 1945 fand die offizielle Wiedereröffnung der Universität Jena statt.

### Heidelberg
Im Jahre 1946 erhielt Erich Preiser einen Ruf an die Universität Heidelberg und übernahm als Nachfolger von Alfred Weber  dessen Lehrstuhl für Wirtschaftswissenschaften. Seit 1947 war er im Rahmen der Philosophischen Fakultät in dieser Funktion tätig. Von seinen zahlreichen Heidelberger Schülern erlangten Victor Zarnowitz, Wilhelm Krelle, Alfred Eugen Ott und Ernst Helmstädter im Bereich der Wirtschaftswissenschaften besondere Bedeutung.
Neben seiner Lehrtätigkeit widmete sich Preiser intensiv der Mitwirkung im Wissenschaftlichen Beirat beim Bundeswirtschaftsministerium, dem er von dessen Gründung an bis zu seinem Tode angehörte. Dort traf er nicht nur befreundete Gesprächspartner aus früherer Zeit, sondern auch neue, so insbesondere Oswald von Nell-Breuning, mit dem er in vielem übereinstimmte. Im Jahre 1948 übernahm er auch die Herausgabe der Abteilung Staatswissenschaft der Enzyklopädie der Rechts- und Staatswissenschaft, für die er bedeutende Autoren gewann, nicht zuletzt Walter Eucken, Carl Joachim Friedrich, Erich Gutenberg, Wilhelm Kromphardt, Friedrich Lütge und Günter Schmölders. Seit der Gründung des Ifo-Institutes für Wirtschaftsforschung im Jahre 1949 war er Mitglied in dessen Forschungsbeirat. Im Jahre 1953 wurde er in die Philosophisch-Historische Klasse der Heidelberger Akademie der Wissenschaften berufen. Im Jahre 1955 beschrieb und benannte er die beiden dynamischen Gewinnarten Marktlagengewinn und Pioniergewinn.

### München
Im Jahre 1956 folgte er einem Ruf an die Ludwig-Maximilians-Universität München, an der er bis zu seinem Tode lehrte; seine Vorlesungen waren Anziehungspunkt auch für nicht wenige Fachfremde. Noch im selben Jahre wurde er in die Philosophisch-Historische Klasse der Bayerischen Akademie der Wissenschaften berufen. Seit 1959 gehörte er dem Kuratorium des ifo Instituts für Wirtschaftsforschung e. V. München an. Als Mitglied des Strukturbeirates zur Gründung der Universität Regensburg setzte er sich seit 1965 in besonderem Maße für die Gestaltung der neuen Wirtschaftswissenschaftlichen Fakultät ein. Von seinen Schülern aus seiner Münchener Zeit sind besonders Albert Jeck, Peter Kalmbach, Peter Kuhbier, Karl Heinrich Oppenländer und Peter K. Reitter zu nennen.

## Ehrungen
In seiner Münchener Zeit erreichten ihn verschiedene Ehrungen: 1964 wurde er von der Juristischen Fakultät der Universität Bonn zum Ehrendoktor promoviert; im selben Jahr wurde er eingeladen, anlässlich der Jubiläumsfeiern der Universität Frankfurt am Main die Gedenkrede zum 100. Geburtstag seines Lehrers Franz Oppenheimer zu halten. Im Jahre 1967 wurde ihm als erstem Wirtschaftswissenschaftler der Reuchlin-Preis der Stadt Pforzheim verliehen. Kurz vor seinem Tode erreichte ihn noch die Nachricht, die Universität Tübingen habe seine Ehrenpromotion beschlossen, doch konnte diese nicht mehr vollzogen werden. Im Jahre 1980 veranstaltete die Universität Passau ein Gedenksymposion zum 80. Geburtstag, im Jahre 2000 die Universität Heidelberg eine Festveranstaltung zum 100. Geburtstag.

## Leistungen
„In der Geschichte der deutschen Nationalökonomie wird er seinen Platz finden als einer unter denen, die der deutschen Nationalökonomie wieder den Anschluß an die internationale Entwicklung verschafften, der den sozialen Impuls, der in der deutschen Wirtschaftswissenschaft des 19. und beginnenden 20. Jahrhunderts mitbestimmend war, in eine neue Zeit hinüber rettete und der insbesondere auf dem Gebiet der Konjunktur- und Verteilungstheorie neue und wesentliche Gedanken hinzubrachte.“
Wilhelm Krelle: Erich Preiser 29.8.1900 – 16.8.1967. Ein großer deutscher Nationalökonom. In: Jahrbücher für Nationalökonomie und Statistik. 181/1968. Gustav Fischer, Stuttgart, S. 509.

## Werke

### Selbstständige Werke
- Grundzüge der Konjunkturtheorie, J.C.B. Mohr (Paul Siebeck), Tübingen 1933
- Die württembergische Wirtschaft als Vorbild. Die Untersuchungen der Arbeitsgruppe Ostpreußen-Württemberg, Kohlhammer, Stuttgart 1937
- Die Zukunft unserer Wirtschaftsordnung, 5. Aufl., Vandenhoeck & Ruprecht, Göttingen 1968
- Wachstum und Einkommensverteilung, 3. Aufl., Carl Winter, Heidelberg 1970
- Nationalökonomie heute. Eine Einführung in die Volkswirtschaftslehre, 15. Aufl., C.H. Beck, München 1992, ISBN 3-406-34780-0

### Gesammelte Schriften
- Bildung und Verteilung des Volkseinkommens. Gesammelte Aufsätze zur Wirtschaftstheorie  und Wirtschaftspolitik, 4. Aufl., Vandenhoeck & Ruprecht, Göttingen 1970
- Wirtschaftspolitik heute. Grundprobleme der Marktwirtschaft, 6. Aufl., C.H. Beck, München 1978 (ausgewählte Vorträge)
- Politische Ökonomie im 20. Jahrhundert. Probleme und Gestalten, C.H. Beck, München 1970, ISBN 3-406-02469-6 (ausgewählte Arbeiten)
- Wirtschaftswissenschaft im Wandel. Gesammelte Schriften zur Wirtschaftstheorie und Wirtschaftspolitik, Georg Olms, Hildesheim 1975

### Herausgeberschaften
- Jahrbücher für Nationalökonomie und Statistik, zusammen mit Friedrich Lütge (seit 1943)
- Enzyklopädie der Rechts- und Staatswissenschaft. Abt. Staatswissenschaft (seit 1950)
- Studium Generale, zusammen mit Karl Heinrich Bauer u. a. (seit 1950)